# Crotalus polystictus
Nomes comuns: cascavel-cabeça-de-lança-mexicana ou cascavel-cabeça-de-lança
Crotalus polystictus é uma espécie de víbora de fosseta venenosa que habita a zona central do México. Não é reconhecida qualquer subespécie.

## Descrição
Os indivíduos adultos atingem normalmente um comprimento total entre 60 e 70 cm, porém espécimes excepcionalmente grandes podem atingir os 100 cm de comprimento.

## Distribuição geográfica
Esta espécie pode ser encontrada no México central, desde o sul de Zacatecas e nordeste de Colima, para leste até à zona leste do centro do estado de Veracruz. Ocorre em zonas com altitudes entre os 1450 e os 2600 metros. A localidade-tipo é "Terras da Meseta, México", embora tenha sido proposta uma restrição a "Tupátaro, Guanajuato, México" por H.M. Smith e Taylor (1950).

## Estado de conservação
Esta espécie está classificada como Pouco Preocupante na Lista Vermelha da IUCN de espécies ameaçadas (v3.1, 2001). As espécies assim classificadas apresentam ampla distribuição geográfica, grande população estimada ou não é provável que estejam a sofrer um declínio suficientemente rápido para ser classificadas numa categoria de maior ameaça. A tendência populacional era de diminuição quando foi avaliada em 2007.